# Тоцилизумаб
Тоцилизумаб, также известный как атлизумаб, является иммунодепрессантом. Используется главным образом для лечения ревматоидного артрита (РА) и системного ювенильного идиопатического артрита, тяжелой формы артрита у детей. Это рекомбинантное гуманизированное моноклональное антитело против рецептора интерлейкина-6 (IL-6R) из подкласса IG g1. Интерлейкин 6 (IL-6) является цитокином, который играет важную роль в иммунном ответе и участвует в патогенезе многих заболеваний, таких как аутоиммунные заболевания, множественная миелома и рак предстательной железы. В 2017 году FDA одобрило тоцилизумаб для лечения синдрома высвобождения цитокинов.
Тоцилизумаб связывает растворимые и мембранные рецепторы интерлейкина-6, препятствуя возможности IL-6 оказывать провоспалительное действие.

## Применение в медицине
Препарат вводят ежемесячно внутривенно, инфузия длится около часа, альтернативный состав для подкожной инъекции был одобрен в октябре 2013 года.

### Ревматоидный артрит
Тоцилизумаб используется для лечения ревматоидного артрита (РА) средней и тяжелой степени в сочетании с метотрексатом, если другие препараты, такие как модифицирующие течение заболевания противоревматические препараты (БПВП) и альфа-блокаторы ФНО, оказались неэффективными или не переносились. Его можно использовать в качестве монотерапии для пациентов, плохо переносящих метотрексат. Препарат замедляет прогрессирование заболевания и может улучшить физическое состояние пациентов.
Тоцилизумаб одобрен в дозе 8 мг/кг каждые четыре недели во многих странах и регионах, включая США, Японию, Швейцарию и Европу. Основываясь на данных об эффективности, можно заключить, что он имеет сопоставимую эффективность с другими биологическими препаратами, одобренными в настоящее время для лечения ревматоидного артрита (РА). Тоцилизумаб также замедляет рентгенологическое прогрессирование РА. Таким образом, тоцилизумаб является потенциальным терапевтическим вариантом для пациентов с активным РА, которым не помогло текущее лечение, включая метотрексат и, в некоторых случаях, биопрепараты против TNF. Четырехнедельный режим и график введения делают его привлекательным вариантом для пациентов, которым требуется уменьшить количество инъекций. Существует несколько проблем, связанных с безопасностью тоцилизумаба, которые требуют дальнейшего и постоянного изучения, включая инфекции, изменение уровня холестерина и другие. Для решения этих проблем безопасности необходимы более масштабные исследования .

### Системный ювенильный идиопатический артрит
Лечение системного ювенильного идиопатического артрита аналогично лечению РА: тоцилизумаб сочетается с метотрексатом, если последний не переносится. Общая безопасность и эффективность установлены для детей от двух лет и старше.
В 2011 году FDA США одобрило тоцилизумаб для лечения орфанного заболевания, активного системного ювенильного идиопатического артрита (СЮИА), редкой и тяжелой формы артрита, поражающей детей.

### Болезнь Кастлемана
В Японии тоцилизумаб также одобрен для лечения болезни Кастлемана, редкой доброкачественной опухоли В-клеток.

### Оптический невромиелит
Ранние отчеты о клинических случаях предполагают, что тоцилизумаб может быть эффективным при рефрактерном оптическом нейромиелите (NMO, болезнь Девича).

### Тиреоидная офтальмопатия
Тиреоидная офтальмопатия является распространенным состоянием. Тиреоидная офтальмопатия является аутоиммунным заболеванием, что означает, что собственная иммунная система человека атакует и повреждает глаз и глазную впадину (орбиту). В настоящее время лечение тиреодиной офтальмопатии включает глюкококортикостероиды, облучение и хирургическое лечение. Эти процедуры могут иметь значительные нежелательные побочные эффекты. Тоцилизумаб – препарат, подавляющий иммунную систему. Он используется для лечения людей с тиреодиной офтальмопатией, и имеются сообщения, что он успешно действует.
Исследователи Кокрейн не обнаружили ни одного завершённого исследования, которое соответствовало бы стандарту, чтобы быть включённым в этот обзор.

### Гигантоклеточный артериит
В мае 2017 года тоцилизумаб был одобрен FDA для лечения гигантоклеточного (височного) артериита.

### Синдром высвобождения цитокинов
Тоцилизумаб одобрен Управлением по контролю за продуктами и лекарствами США (FDA) 30 августа 2017 года для лечения синдрома высвобождения цитокинов, индуцированного Т-клетками CAR, с подтвержденной эффективностью и минимальными побочными эффектами у сотен пациентов.

### COVID-19
Предварительные данные испытаний показали, что тоцилизумаб может быть эффективным для улучшения результатов у пациентов, серьезно пострадавших от вируса SARS-CoV-2; однако полные результаты все еще ожидаются. Существуют сведения, что тоцилизумаб может в половине тяжелых случаев COVID-19 приводить к меньшему количеству смертей, более короткому пребыванию в больницах (IC) и меньшей зависимости от поддержки жизненно важных функций.
Назначение Тоцилизумаба при ковиде подтвердило эффективность в исследовании RECOVERY.

## Побочные эффекты
В клинических испытаниях наиболее часто наблюдаются инфекции верхних дыхательных путей (более 10 % пациентов), назофарингит (простуда), головная боль и  высокое артериальное давление (по крайней мере в 5 % случаев). У 5 % пациентов отмечается повышение уровня аланинаминотрансферазы, однако в большинстве случаев это не сопровождается какими-либо симптомами. Обычно повышен уровень холестерина. Среди менее распространенных побочных эффектов были головокружение, различные инфекции, а также реакции кожи и слизистых оболочек, такие как легкая сыпь, гастрит и язва во рту. Редкими, но тяжелыми реакциями были перфорация желудочно-кишечного тракта (0,26% за шесть месяцев) и анафилаксия (0,2%).

## Взаимодействия
Нет определенных взаимодействий с другими лекарствами. Уровни симвастатина в плазме крови снизились на 57% после однократного приема тоцилизумаба, но неизвестно, имеет ли это клиническое значение. Возможный механизм заключается в том, что повышенные уровни IL-6 у пациентов с РА подавляют биосинтез различных ферментов цитохрома P450, в частности, CYP1A2, CYP2C9, CYP2C19 и CYP3A4. Тоцилизумаб снижает уровень IL-6 и, таким образом, нормализует уровень цитохрома, увеличивая метаболизм симвастатина (и, возможно, других препаратов, метаболизируемых цитохромом).

## Механизм действия
Помимо других функций, интерлейкин 6 (ИЛ-6) участвует в развитии иммунологических и воспалительных реакций. Некоторые аутоиммунные заболевания, такие как РА, связаны с аномально высокими уровнями IL-6. Тоцилизумаб связывает как растворимые, так и связанные с мембраной рецепторы интерлейкина-6, препятствуя тому, чтобы IL-6 оказывал провоспалительное действие. Было отмечено, что связанная с мембраной форма и растворимая форма рецептора IL-6 могут иметь различные эффекты в патогенезе ревматоидного артрита, при этом растворимая форма в большей степени участвует в прогрессировании заболевания.

## История
Интерлейкин 6 и его рецептор были обнаружены и клонированы в Университете Осаки, Япония, Тадамицу Кисимото в 1980-х годах. В 1997 году компания Chugai Pharmaceuticals начала клиническую разработку тоцилизумаба для лечения ревматоидного артрита. Клинические исследования болезни Кастлмана и системного ювенильного идиопатического артрита начались в 2001 и 2002 годах соответственно. Хоффманн-Ла Рош участвовала в разработке препарата по лицензионному соглашению в 2003 году.
Данные, представленные в 2008 г., показали эффективность тоцилизумаба в комбинации с метотрексатом для лечения РА. В дальнейших исследованиях он был эффективен и обычно хорошо переносился при назначении либо в виде монотерапии, либо в сочетании с обычными БПВП у взрослых пациентов с умеренным и тяжелым ревматоидным артритом.
В июне 2005 г. тоцилизумаб был одобрен в Японии для лечения болезни Кастлемана. В январе 2009 года препарат был одобрен Европейским агентством по лекарственным средствам (EMA) как RoActemra для лечения ревматоидного артрита с указанными ограничениями. 11 января 2010 года он был одобрен Управлением по контролю за продуктами и лекарствами США (US FDA) как Actemra с той же целью. Тоцилизумаб был одобрен Управлением терапевтических товаров Австралии 27 мая 2009 года и включен в Схему фармацевтических льгот с 1 августа 2010 года. В Новой Зеландии тоцилизумаб был одобрен для распространения в июле 2009 года, и Pharmac утвердила субсидирование его со специальными ограничениями 1 июля 2013 г. - системный ювенильный идиопатический артрит и 1 июля 2014 г. - ревматоидный артрит. FDA одобрило тоцилизумаб для лечения системного ювенильного идиопатического артрита у детей в возрасте от двух лет в апреле 2011 года, а EMA последовало за ним в августе того же года.
Тоцилизумаб продается компанией Chugai в некоторых странах, особенно в Японии и других странах Азии, и совместно Chugai и Roche (холдинговая компания Hoffmann – La Roche) в других, например в Великобритании, Франции и Германии.

## Направления исследований
Интенсивность IL-6 в раковых клетках людей с раком яичников связана с плохим прогнозом, а в культуре клеток другое антитело против IL-6 (силтуксимаб) снижает передачу сигналов IL-6 и демонстрирует благоприятные эффекты на животной модели болезнь; однако препарат не показал явных эффектов при испытании в клинических исследованиях фазы II на людях с запущенным раком яичников. Позднее исследователи показали, что в клетках рака яичников высокой степени злокачественности антитела против IL6 снижают активацию STAT3 (его основного нижестоящего фактора транскрипции), что приводит к повышению активности пути рецептора эпидермального фактора роста (EGFR), который, как считается, придаёт устойчивость к нескольким методам лечения рака. Затем исследователи показали, что ингибирование этого пути с помощью ингибитора EGFR гефитиниба подавляло рост опухоли в культуре клеток и животных, страдающих этим заболеванием, предлагая потенциальное обоснование для объединения антител к IL6 с гефитинибом для лечения рака яичников на поздней стадии.
Тоцилизумаб изучается при легочной артериальной гипертензии (ЛАГ). В настоящее время тоцилизумаб проходит оценку в рамках многоцентрового клинического исследования (ALL-IN) для предотвращения острого клеточного отторжения у пациентов после трансплантации сердца.

### Лечение COVID-19
Поскольку известно, что патологические изменения в организме (прежде всего пневмония) при заболевании, вызванном вирусной инфекцией, связаны с гиперцитокинемией, так называемым «цитокиновым штормом», вызывающим шок и гипоксемию, Национальная комиссия здравоохранения Китая включила использование тоцилизумаба в руководства по лечению пациентов с COVID-19. По состоянию на июнь 2020 года нет доказательств эффективности этого лечения. Представители здравоохранения Китая говорят, что только 21 пациенту было предложено использовать это лекарство. В том же месяце в 11 регионах Китая было проведено рандомизированное исследование для сравнения фавипиравира, тоцилизумаба и того и другого.
11 марта 2020 года итальянский врач Паоло Асьерто сообщил, что тоцилизумаб оказался эффективным в трех тяжелых случаях COVID-19 в Италии. 14 марта 2020 года у трех из шести пролеченных пациентов в Неаполе появились признаки улучшения, в связи с чем Итальянское фармакологическое агентство (AIFA) решило расширить тестирование в других больницах. Есть сообщение об улучшении состояния после разовой инъекции тоцилизумаба в лечении болеющего COVID-19 подростка с серповидноклеточной анемией, осложнённой острым грудным синдромом.
Тоцилизумаб был среди лекарств, отмеченных в качестве препаратов для лечения COVID-19 в исследовании крупных больниц США, в ходе которого было установлено, что отклонения в тестах печени наблюдались у большинства госпитализированных пациентов с COVID-19 и могут быть связаны с худшими клиническими исходами. Было обнаружено, что несколько лекарств, используемых в лечении в ходе исследования, были связаны с пиковым повышением уровня трансаминаз печени при госпитализации> 5x ULN. По словам Майкла Натансона, тоцилизумаб был в значительной степени связан во взаимосвязи между лекарствами, используемыми для лечения заболевания, и аномальными тестами печени, что побудило провести исследования, чтобы определить, были ли аномальные тесты вызваны заболеванием или лекарственным поражением печени. директор Йельского центра печени и соавтор исследования.
29 июля 2020 года компания Roche объявила, что ее рандомизированное двойное слепое исследование тоцилизумаба при лечении пневмонии у пациентов с COVID-19 показало сокращение времени госпитализации пациентов, получавших тоцилизумаб. Однако лечение тоцилизумабом не достигло ни основной конечной точки улучшения клинического статуса пациентов с пневмонией, связанной с COVID-19, ни ее ключевой вторичной конечной точки, заключающейся в снижении смертности пациентов.
В октябре 2020 года было опубликовано другое исследование, в котором был сделан вывод о том, что «тоцилизумаб не эффективен для предотвращения интубации или смерти умеренно больных госпитализированных пациентов с Covid-19».
В ноябре 2020 года в сообщениях прессы говорилось, что первые результаты исследования REMAP-CAP, проведенного совместно Имперским колледжем Лондона, Национальным центром аудита и исследований интенсивной терапии и Утрехтским университетом, показали многообещающие результаты у пациентов с тяжелой формой COVID-19.